# 尤里科·加斯帕尔·杜特拉
欧里科·加斯帕尔·杜特拉（葡萄牙語：Eurico Gaspar Dutra，1883年5月18日—1974年6月11日），巴西将军，政治家，从1946年至1951年任巴西总统。
杜特拉出生于巴西马托格罗索州库亚巴。與许多巴西人一样他的祖先是來自於亚速尔群岛的葡萄牙人。
1910年任骑兵少尉，此后不断升迁。他一贯支持政府，反对革命运动。1930年瓦加斯(Getulio Dorneles Vargas)上台後，他表示反對。但在1932年的聖保羅起義中，他又擁護瓦加斯，並成為1937年起草半法西斯化的「新國家」憲法的主要人物之一。在第二次世界大战中杜特拉是带领巴西远征部队的陆军部长。战后他继若泽·里尼亚雷斯出任巴西总统。
1951年他离任，此后始终被看作是总统候选人之一。
杜特拉逝世于巴西前首都里約熱內盧。
| 前任： 若泽·里尼亚雷斯 | 巴西总统 1946年—1951年 | 继任： 热图利奥·瓦加斯 |